# المير
لقب : المير
يندرج لقب أو اسم المير أو مير (بدون ال التعليل) في عدة لغات العربية والإنجليزية والفارسية والتركية،
ففي اللغة العربية، المير لقب يطلق على الأمير أو الأمير (الثائر) وشيخ القبيلة أو العشيرة وهو اسم يطلقه عليه بعض عرب الشمال، وكذلك يطلق اسم المير على بعض أصاحب المقام العالي مثل الأعيان و التجار و الشخص الأجود في بعض الدول العربية.
و كذلك تداولت تسميه المير في بلاد الهلال الخصيب وفارس بالشخص المتصل نسبه لبني هاشم و آل البيت. وهو لقب تشريفي ملهم. 

## اصول وقبائل
بما أن اسم أو لقب المير كان سائداًسائدا في الماضي فمن الطبيعي أنان تجد العديد من العوائل والإخاذ القبائل بهذا الاسم وليس شرطا ان يكون هناك علاقة في ما بينها؛
1- عائلة المير في الكويت ولهم امتداد في البحرين وقطر والمملكة العربية السعودية وهم من العرب السنة ويرجع نسبهم إلى بني تميم.
ففي الكويت المير (العرب السنة) ولهم امتداد في البحرين والمملكة العربية السعودية يرجعون لبني تميم وهناك مير أخرون هم أقارب المير في قطر والبحرين.
المير في البحرين وقطر والسعودية (الجبيل) فاصلهم يرجع إلى آل البيت كانوا من أوائل عرب في الخليج حيث استقروا في مدينة المحرق بمملكة البحرين ومنها إلى الدوحة في قطر ومنهم استقر بمدينة الجبيل في المملكة العربية السعودية. عرفة هذه العائلة بالتجارة منذ القدم، ومنهم المغفور له بإذن الله تعالى الوجيه جلال بن قطب الدين المير الذي أسس مؤسسة المير التجارية البحرين وكذلك أسواق المنتزه في البحرين، ومنهم المرحوم بإذن الله تعالى الوجيه أحمد بن محمد المير الذي أسس تجارته في الدوحة
والمير في الإمارات هم من بني كعب،
2- عائلة المير في قطر ولهم امتداد في الإمارات (دبي) والسعودية (الرياض) والبحرين ويرجعون إلى المير مظفر الذي يعود نسبه إلى آل مهنا أمراء إمارة آل مهنا وهي أسرة قرشية من بني هاشم حكمت المدينة المنورة ستة قرون، خلال فترة الخلافة العباسية ابتداء من 463 هـ الموافق 1071م، وأصبحت فيما بعد إمارة شرفية خلال فترة الخلافة العثمانية ومنها جاء لقب «المير»، وهم من الأشراف الهاشميين من نسل زين العابدين بن الحسين بن علي بن أبي طالب.
و من الجدير بالذكر تاريخيا ان اسم المير متدارج منذ فترة تزيد عن الألف ومئتي عام وهو اسم غير مستحدث حيث تم ذكره في العديد من القصص التاريخية (لقبا) أيضا ان عائلة المير أو مير تندرج تحت فخوذ آل البيت الاشراف ومنهم السليمانيون كما ذكر في كتب التاريخ وكذالك يعود نسب الأشراف السليمانيون إلى منطقة جازان ومكة ويكنون بالمير.
وبسبب احتدام الصراعات والخلافات الشديدة فيما بينهم وبين أمراء مكة وكلهم من الأشراف الهاشميين اثناء فترة الخلافة العباسية هاجر بعضهم إلى بغداد ومنها إلى بر فارس بسبب الاجتياح المغولي لبغداد، ونزحوا إلى منطقه تسمى قديما سيبا وحالياً تابعة لمحافظة هرمزكان ويقال أن السبئيون هم الذين قاموا ببناء هذه البلدة، وكان المير مظفر قد أمر بحفر قنوات الماء إلى هذه الأراضي وبناء برك الماء بهدف الزراعة مستعينا بالفلاحين العجم، وتعود معظم ملكية أراضي هذه المنطقة للمير مظفر وأبناء عمومته.
المير اصلهم في الخليج وتحديدا في قطر؛
ومن أحفاد المير مظفر وأبناء عمومته في دولة قطر والخليج والذين يعدون من أوائل العرب رجوعا للجزيرة العربية؛ (المير عبد الكريم بن رفيع) وأبنائه المير محمد بن عبد الكريم والمير عبد الله بن عبد الكريم في قطر والمير صالح بن عبد الكريم في البحرين وأبناء عمومة المير عبد الكريم، المير عبد الله بن علي في الإمارات والمير هاشم بن محمد في السعودية (رحمهم الله جميعا).
وفي قطر والإمارات والسعودية والبحرين يعود اصل عائلة المير إلى المير مظفر ويعود نسبه من (أشراف مكة), وسكنوا في منطقه تسمى قديما سيبا ويقال أن السبئيون هم الذين قاموا ببناء هذه البلدة، وكانت تسمى قديماً (مدينة سيبه أو سيبا) وكان المير مظفر قد أمر بحفر قنوات الماء إلى هذه الأراضي بهدف الزراعة مستعينا بالفلاحين العجم، وتعود معظم ملكية أراضيها للمير مظفر وأبناء عمومته وما زال أحفاد المير مظفر وأبناء عمومته من هم من المير في دولة قطر والخليج والذين يعدون من أوائل العرب الهولة رجوعا للجزيرة العربية هم الأصحاب الشرعيين لمنطقة سيبا ولديهم الوثائق الدالة على هذا ومن أحفاد المير مظفر (المير عبد الكريم بن رفيع) وأبنائه المير محمد بن عبد الكريم والمير عبد الله بن عبد الكريم في قطر والمير صالح بن عبد الكريم في البحرين وأبناء عمومة المير عبد الكريم، المير عبد الله بن علي في الإمارات والمير هاشم بن محمد في السعودية.
3- عائلة المير في الإمارات (الشارقة ورأس الخيمة) وبندر الرق في بر فارس ويرجع نسبهم إلى الأمير مهنا بن نصر بن حمد الزعابي ويعد من أبرز حكام إمارة بندر الرق وأحد الاشخاص الذين كان لهم دور بارز في الخليج العربي اثناء القرن الثامن عشر، لقبه الشيخ سلطان بن محمد القاسمي بالأمير الثائر في روايته الأمير الثائر التي روى فيها قصة حياة الأمير مهنا بن نصر الزعابي. وجاء اسم «المير مهنا» حيث كانوا يلفظون كلمة «الأمير» بصيغة «المير»